# Cornet nasal moyen
Le cornet nasal moyen est le plus inférieur des cornets nasaux rattachés à l'os ethmoïde.
C'est une lame osseuse recourbée sur elle-même implantée sur toute la longueur  de surface médiale des masses latérales de l'os ethmoïde.
Il déborde l'os en avant pour s'articuler avec la crête conchale du maxillaire et en arrière pour s'articuler avec la crête conchale de l'os palatin.
C'est la limite médiale du méat nasal moyen.
Il loge des branches du nerf olfactif issues de la lame criblée qui innervent la muqueuse du cornet nasal supérieur.

## Galerie

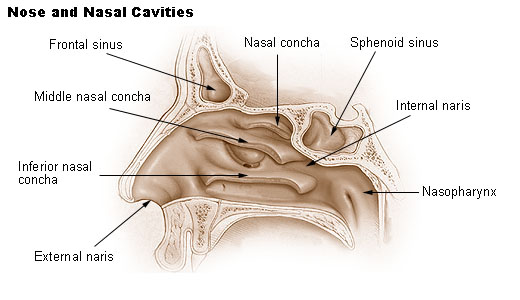
Nez et cavité nasale.
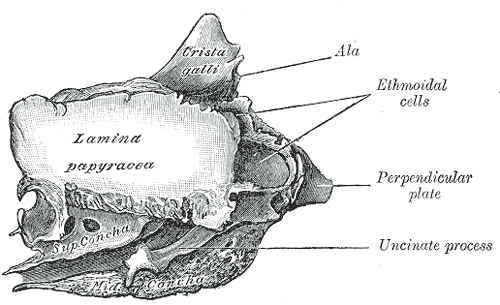
Os ethmoïde du côté droit.
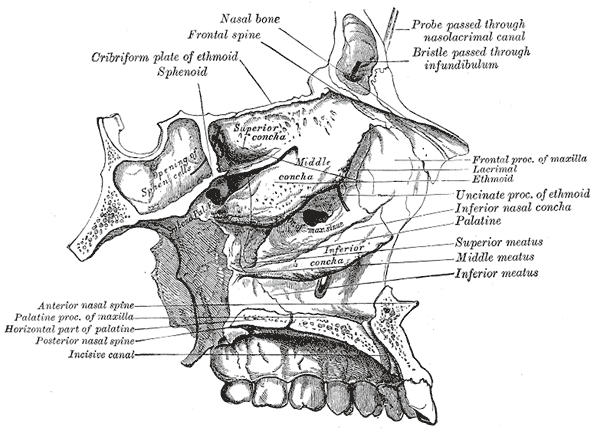
Toit, plancher et paroi latérale de la cavité nasale gauche.
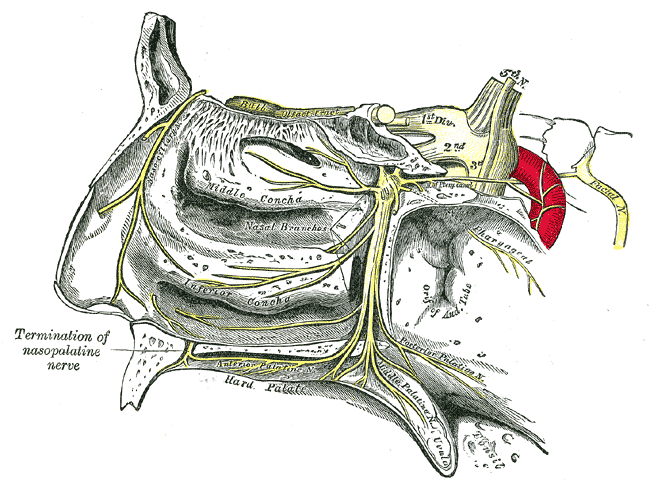
Le ganglion sphéno-palatin et ses branches.
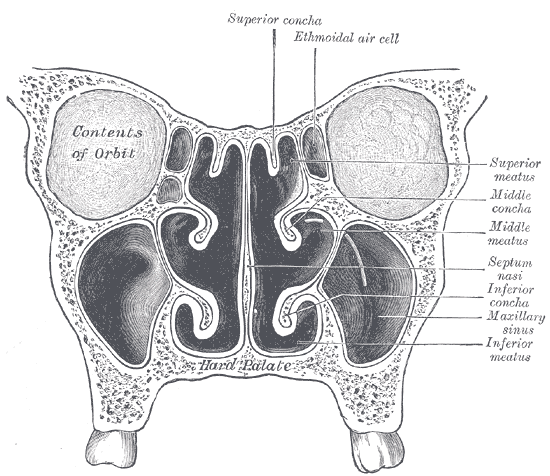
Coupe coronale des fosses nasales.
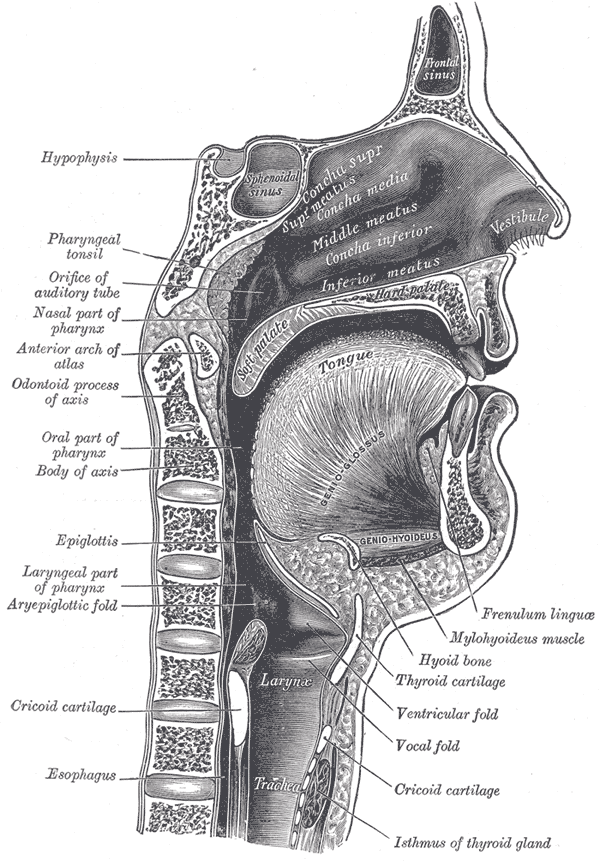
Coupe sagittale du nez, de la bouche, du pharynx et du larynx.
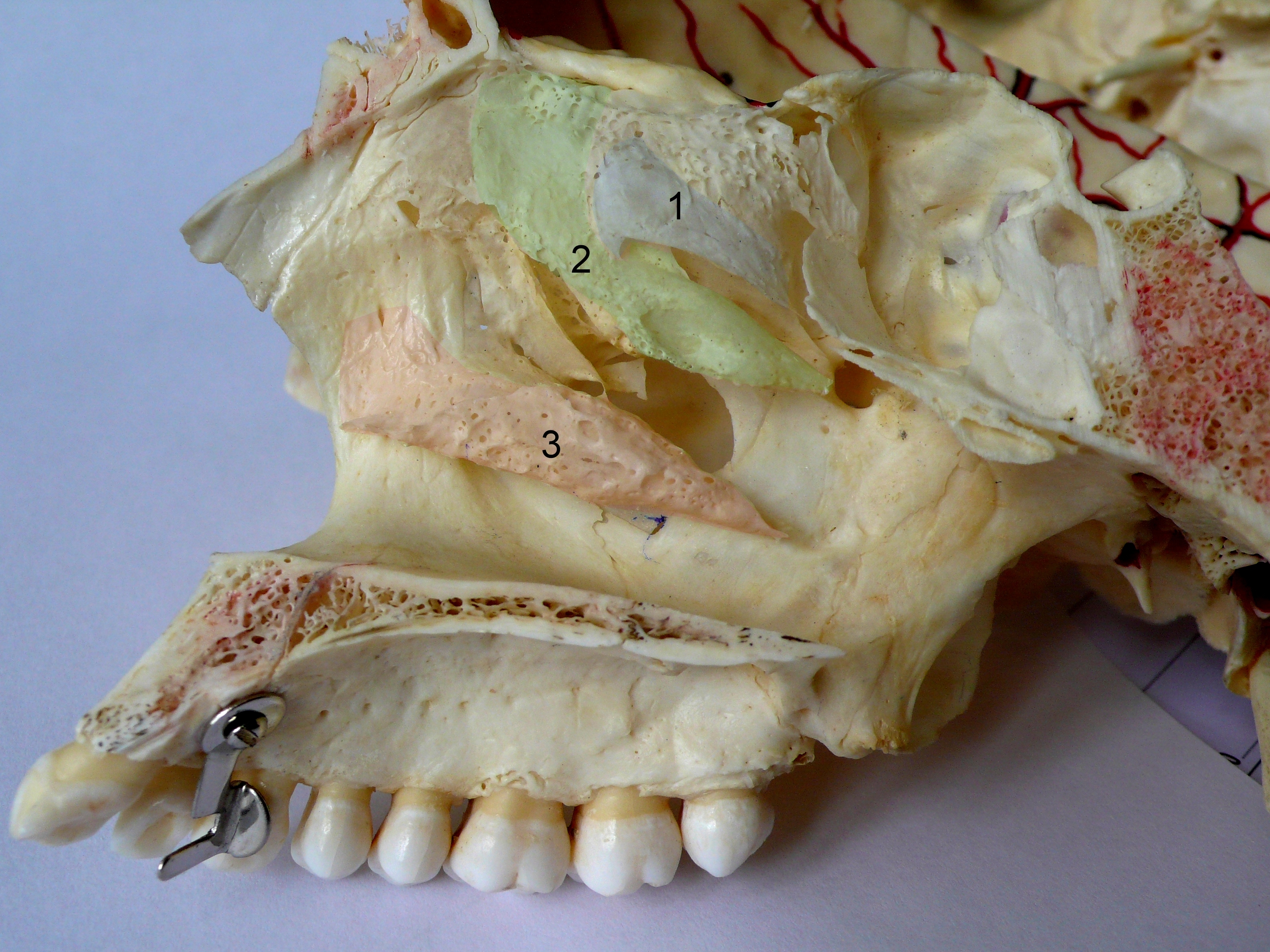
Les cornets nasaux.